# Comuna Sudarca, Dondușeni
Comuna Sudarca este o comună din raionul Dondușeni, Republica Moldova. Este formată din satele Sudarca (sat-reședință) și Braicău.

## Demografie
Conform datelor recensământului din 2014, comuna are o populație de 1.753 de locuitori. La recensământul din 2004 erau 2.013 locuitori.

## Administrație și politică
Componența Consiliului local Sudarca (9 consilieri), ales la 5 noiembrie 2023, este următoarea:
|  | Partid                                       | Consilieri | Componență | Componență | Componență | Componență | Componență | Componență |
|  | -------------------------------------------- | ---------- | ---------- | ---------- | ---------- | ---------- | ---------- | ---------- |
|  | Partidul Socialiștilor din Republica Moldova | 6          |            |            |            |            |            |            |
|  | Partidul Acțiune și Solidaritate             | 3          |            |            |            |            |            |            |